# Магомедов, Магомед Мусаевич
Магоме́д Муса́евич Магоме́дов (25 декабря 1931, с. Верхний Дженгутай, Буйнакский район, Дагестанская АССР, РСФСР, СССР — 4 мая 2020) — советский и российский тренер по боксу. Тренер ДСО «Труд» и каспийской СДЮСШОР по боксу, личный тренер первого дагестанского олимпийского чемпиона по боксу Гайдарбека Гайдарбекова, заслуженный тренер РСФСР (1977).

## Биография
Магомед Магомедов родился 25 декабря 1931 года в селе Верхний Дженгутай Дагестанской АССР.
В течение многих лет работал тренером по боксу в добровольном спортивном обществе «Труд» и в Государственном бюджетном учреждении дополнительного образования Республики Дагестан «Специализированная детско-юношеская спортивная школа олимпийского резерва по боксу» в Каспийске. За выдающиеся достижения на тренерском поприще 16 февраля 1977 года удостоен почётного звания «Заслуженный тренер РСФСР».
За долгие годы тренерской работы подготовил множество титулованных спортсменов, добившихся успеха на международной арене. Один из самых известных его учеников — заслуженный мастер спорта Гайдарбек Гайдарбеков, первый олимпийский чемпион по боксу из Дагестана, чемпион Европы, серебряный призёр Олимпийских игр. Среди его воспитанников — заслуженный тренер России Нурипаша Талибов, также воспитавший плеяду талантливых боксёров. В разное время подопечными Магомедова были такие известные боксёры, как Анатолий Кашкуров, Иван Зиборов, Р. Михадов, Ш. Михадов, Сулла Сунгуров, Вагид Ибрагимов и др. Считался старейшиной тренерского корпуса республики и основоположником ведущей в Дагестане каспийской школы бокса.
В 2001 году награждён Орденом Дружбы и медалью ордена «За заслуги перед Отечеством» II степени.
Умер 4 мая 2020 года.